# Джо Шустер
Джозеф Шустер ([ˈʃuːstər]; 10 липня 1914 — 30 липня 1992) — канадо-американський художник книг коміксів, найвідоміший створенням персонажа DC Comics Супермена спільно зі сценаристом Джеррі Сігелом у «Action Comics» № 1 (обкладинку датовано червнем 1938 року).
Шустера було залучено в ряд правових баталій за власність персонажа Супермена. Його кар'єра у книгах коміксів було відносно неуспішною, а до середини 1970-х Шустер повністю покинув поле через часткову сліпоту.
Його та Сігела включено і до Зали слави книг коміксів Вілла Ейснера 1992 року, і до Зали слави Джека Кірбі 1993 року в індустрії книг коміксів. 2005 року Канадська асоціація творців книг коміксів заснувала премію Джо Шустера, названу на честь канадського художника.

## Раннє життя та кар'єра
Джозеф Шустер народився в Торонто, в єврейській родині. Його батько Джуліус Шустер (спочатку Шустеровіч), іммігрант із Роттердама, мав кравецьку майстерню в районі одягу Торонто. Його мати Айда (Катарске) приїхала з Києва в Україні. Його родина, включно з його сестрою Джин, мешкала в Батерсті, Оксфорд, і Борден-стритс, і Шустер закінчив громадські школи Раєрсона та Ленсдоуна. Одним із його двоюрідних братів був комедіант Френк Шустер із канадської комедійної команди Вейн і Шустер. У нього був і рідний брат Френк.
Юнаком Шустер працював газетярем у «Toronto Daily Star». Сім'я ледве зводила кінці з кінцями, і молодий художник-початківець випрошував папір, який сім'я не могла дозволити. Як він згадував 1992 року,
|   | I would go from store to store in Toronto and pick up whatever they threw out. One day, I was lucky enough to find a bunch of wallpaper rolls that were unused and left over from some job. The backs were blank, naturally. So it was a goldmine for me, and I went home with every roll I could carry. I kept using that wallpaper for a long time. |
| — | |

Колись 1924 року, коли Шустерові було 9 чи 10, його сім'я переїхала до Клівленда, Огайо. Там Шустер закінчив Гленвільську вищу школу та потоваришував зі своїм майбутнім співавтором, сценаристом Джеррі Сігелом, із яким він почав видавати науково-фантастичний фензин під назвою «Наукова фантастика». Сігел описував свою дружбу з таким же сором'язливим і в окулярах Шустером: «Коли Джо та я вперше зустрілися, це було мов правильні хімікати збираються разом».
Дует увірвався до коміксів у National Allied Publications майора Малкольма Вілера-Ніколсона, майбутньої DC Comics, працюючи над орієнтиром «New Fun» — першою серією книг коміксів, яка складалася винятково з оригінального матеріалу, а не використовувала будь-які передруковані газетні смуги коміксів — дебютуючи з мушкетером-шибайголовою «Генрі Дувал» і надприродною шпальтою про боротьбу зі злочинністю Доктор Оккульт, обидва у «New Fun» № 6 (жовтень 1935). В інтерв'ю 1992 року, в якому він використав майбутню назву молодого видавця, він сказав, що два зразкові комікси зрештою не були видані:
|   | One was drawn on brown wrapping paper and the other was drawn on the back of wallpaper from Toronto. And DC approved them, just like that! It's incredible! But DC did say, 'We like your ideas, we like your scripts and we like your drawings. But please, copy over the stories in pen and ink on good paper.' So I got my mother and father to lend me the money to go out and buy some decent paper, the first drawing paper I ever had, in order to submit these stories properly to DC Comics. |
| — | |

## Створення Супермена
Сігел і Шустер створили лисого телепатичного лиходія, схильного до світового панування, як головного персонажа короткої історії «Царювання Супермена», виданої у Сігеловому фензині 1933 року «Наукова фантастика» № 3. Персонаж не був успішним, і Сігел зрештою придумав знайомішу версію персонажа. Шустер змоделював героя на Дугласа Фербенкса, а його альтер-его в окулярах, Кларка Кента, на сполучення Гарольда Ллойда та самого Шустера, а ім'я «Кларк Кент» походить від зірок фільмів Кларка Гейбла та Кента Тейлора. Лоїс Лейн було змодельовано на Джоанну Картер, яка була подругою Джо до того, як стала дружиною Сігела.
Потім Сігел і Шустер почали шестирічні пошуки видавця. Назвавши його «The Superman», Сігел і Шустер запропонували його Consolidated Book Publishing, який видавав 48-сторінкову чорно-білу книгу коміксів під назвою «Detective Dan: Secret Operative» № 48. Хоча дует отримав заохочувального листа, Consolidated ніколи знову не видавав книги коміксів. Шустер узяв це до серця і, за різними рахунками, або спалив кожну сторінку історії, вціліла лише обкладинка через те, що Сігел урятував її з вогню, розірвав історію на клапті, залишивши лише два ескізи обкладинки. Сігел і Шустер порівнювали цього персонажа зі Слемом Бредлі — авантюристом, якого пара створила для «Detective Comics» № 1 (березень 1937). 1938 року, після того, як ця пропозиція залежала серед інших у «More Fun Comics» — виданого National Allied Publications, основним попередником DC Comics — редактор Він Салліван обрав її як рису обкладинки для National «Action Comics» № 1 (червень 1938). Наступного року Сігел і Шустер ініціювали синдиковану смугу коміксів «Супермен».
Як частина угоди, що бачила Супермена виданим у «Action Comics», Сігел і Шустер продали права компанії за $130 та контракт на поставку видавцеві матеріалу.
Статус Сігела та Шустера як дітей єврейських іммігрантів, вважається, також уплинув на їхню роботу. Тімоті Аарон Певей стверджував, що вони створили «постать, бажанням якої було вписатися в американську культуру як американець», що, як відчуває Певей, торкається важливого аспекту американської особистості.
Коли «Супермен» уперше з'явився, альтер-его Супермена Кларк Кент працював у газеті «Daily Star», названу Шустером на честь «Toronto Daily Star», його колишнього працедавця в Торонто. Шустер казав, що моделював міський пейзаж Суперменового рідного міста Метрополіса зі свого старого рідного міста. Коли смуга коміксів отримала міжнародне поширення, компанія остаточно перейменувалася на «Daily Planet».

## Правові проблеми
1946 року, наприкінці їхнього 10-річного контракту на виробництво історій про Супермена, Сігел і Шустер подали до суду на Detective Comics, Inc. задля анулювання контракту та повернення їхніх прав на Супермена. Наступного року Верховний суд штату Нью-Йорк постановив, що видавець дійсно придбав права на Супермена придбавши першу історію про нього, сказавши, що дует «передав Detective Comics, Inc. всі свої права на Супермена та шпальти коміксів, включно з заголовком, назвами, персонажами та концепцією…». Подальше проміжне рішення встановило, що права на Суперхлопчика, однак, належать Сігелові. Detective Comics Inc. згодом заплатила Сігелові та Шустерові $94000 за права на Суперхлопчика та письмову угоду дуету про визнання прав на Супермена такими, що належать видавцеві. Пізніше компанія вилучила підписи Шустера та Сігела з історій про Супермена.

## Пізня кар'єра
1947 року до команди знову долучився редактор Салліван, на той час засновник і видавець компанії книг коміксів Magazine Enterprises, де вони створили недовговічного комічного борця зі злочинністю Фаннімена. Шустер продовжував малювати комікси після провалу «Фаннімена», хоча що саме він малював, невизначено. Історик коміксів Тед Вайт писав, що Шустер продовжував малювати жахливі історії у 1950-х. 2009 року історик коміксів Крейг Йоу сказав, що Шустер був анонімним ілюстратором «Ночей жаху» — підпільної садомазохістської фетишистської серії книг у м'якій палітурці. Її було засновано на подібності персонажів і порівнянні художнього стилю ілюстраторів і їх із творців коміксів про Супермена.
1964 року, коли Шустер мешкав на Лонг-Айленді зі своєю літньою матір'ю, повідомлялося, що він заробляв на життя як позаштатний мультиплікатор; він також «намагався розмалювати поп-арт — серйозні смуги коміксів — і сподівався зрештою сприяти шоу однієї людини в деякій шикарній галереї Манхеттена». З одного боку, погіршення його зору перешкоджало йому малювати, і він працював кур'єром, аби заробити на життя. Джеррі Робінсон стверджував, що Шустер доставив пакунка до будівлі DC, збентеживши працівників. Його викликали до головного виконавчого директора, дали одну сотню доларів, і сказали придбати нове пальто та знайти іншу роботу. До 1976 року Шустер майже осліп і мешкав у каліфорнійському будинку пристарілих.
1967 року, коли авторські права на Супермена підійшли до поновлення, Сігел запустив другий судовий позов, який також виявився невдалим[джерело?].
1975 року Сігел запустив рекламну кампанію, в якій брав участь Шустер, протестуючи проти ставлення DC Comics до нього та Шустера. Президента Асоціації американських редакторів-мультиплікаторів Джеррі Робінсона було залучено до кампанії разом із художником книг коміксів Нілом Адамсом. В умовах значної негативної публічності щодо поводження зі справою (та через майбутній фільм про Супермена), батьківська компанія DC Warner Communications відновила підписи, опущені понад тридцять років тому, та надала парі довічну пенсію в розмірі $20000 на рік, згодом піднявши до $30000, а також пільги на здоров'я. Першим випуском із відновленими титрами був "Супермен № 302 (серпень 1976).
Хоча Шустер тепер підтримувався довічною стипендією від DC Comics, він упав у борги — близько $20000 на час його смерті. Після його смерті DC Comics погодилася сплатити його несплачені борги в обмін на згоду його спадкоємців не оскаржувати права власності на Супермена.

## Смерть
Шустер помер 30 липня 1992 року у своєму будинку в Західному Лос-Анджелесі від застійної серцевої недостатності й артеріальної гіпертензії. Йому було 78 років.

## Нагороди та відзнаки
- 1985 року DC Comics назвала Шустера одним із шанувальників у 50-й ювілейній публікації компанії «Fifty Who Made DC Great[en]»[40].
- 1992 року Шустера було включено до Зали слави премії Вілла Ейснера.
- 2005 року Шустера було включено до Зали слави канадських творців книг коміксів імені Джо Шустера за його внесок до книг коміксів[41].
- Премію Джо Шустера, започатковану 2005 року, названо на честь уродженця Канади Шустера та досягнень у галузі видавництва книг коміксів канадськими творцями, видавцями та роздрібними торгівцями.
- У Торонто, де народився Шустер, вулицю Джо Шустер Вей названо на його честь[42].
- 10 вересня 2013 року було оприлюднено фрески Гері Дамма й Лаури Дамм «Любовний лист до Клівленда» у будівлі Orange Blossom Press поблизу клівлендського West Side Market[en], які включають повагу до Сігела та Шустера.
- Амор Авеню у клівлендському нейборгуді Гленвілі[en] було перейменовано на «Джо Шустер Лейн»[43][44][45].

### Charlton
- «Crime and Justice» № 19—21 (1954)
- «Hot Rods and Racing Cars» № 20 (1955)
- «Space Adventures» № 11—13 (1954)
- «Strange Suspense Stories» № 19, 21—22 (1954)
- «This Magazine is Haunted» № 18—20 (1954)

### DC
- «Action Comics» № 1—24 (1938—40)
- «Adventure Comics[en]» № 32—41, 103—109 (1938—46)
- «Detective Comics» № 1—32 (1937—39)
- «More Fun Comics[en]» (різноманітні історії): № 10—48; (Суперхлопчик[en]): № 101—105, 107 (1936—46)
- «New Comics[en]» (потім «New Adventure Comics») № 2—31 (1936—38)
- «New York's World Fair» № 1—2 (1939)
- «Супермен[en]» № 1—4 (1939—40)

## Нотатки
1. ↑  National Allied Publications was founded in 1934 by Malcolm Wheeler-Nicholson. Due to financial difficulties, Wheeler-Nicholson formed a corporation with Harry Donenfeld and Jack Liebowitz called Detective Comics, Inc. It was under the DC label that «Action Comics» №1 (cover-dated June 1938) was published. In 1937, Wheeler-Nicholson sold his stake in National Allied Publications to Donenfeld and Liebowitz as part of a bankruptcy settlement. On September 30, 1946, these two companies merged to become National Comics Publications. In 1961, the company become known as National Periodical Publications. In 1967 National Periodical Publications was purchased by Kinney National Company, which later purchased Warner Bros.-Seven Arts and became Warner Communications. In 1977, National Periodical Publications changed its name to DC Comics, which had been its nickname since 1940.